# Caladenia caesarea
Caladenia caesarea là một loài thực vật có hoa trong họ Lan. Loài này được (Domin) M.A.Clem. & Hopper mô tả khoa học đầu tiên năm 1989.